# 兵庫県道250号藤井上石線
兵庫県道250号藤井上石線（ひょうごけんどう250ごう ふじいあげしせん）は、兵庫県豊岡市を通る一般県道である。

## 概要
豊岡市日高町藤井から豊岡市日高町上石に至る。

### 路線データ
- 起点：豊岡市日高町藤井（兵庫県道1号日高竹野線交点）
- 終点：豊岡市日高町上石（国府駅前交差点、国道312号交点）
- 総延長：1.883 km

## 路線状況

### 道路施設

#### 橋梁
- 曲橋（八代川、豊岡市）

## 地理

### 通過する自治体
- 豊岡市

### 交差する道路
| 交差する道路          | 交差する場所 | 交差する場所          |
| --------------------- | ------------ | --------------------- |
| 兵庫県道1号日高竹野線 | 日高町藤井   | 起点                  |
| 国道312号             | 日高町上石   | 国府駅前交差点 / 終点 |

### 交差する鉄道
- 山陰本線

### 沿線
- E72 北近畿豊岡自動車道 日高北IC
- JR西日本山陰本線 国府駅
- 豊岡警察署 上石駐在所